# Tampere Saints 2016
Questa voce raccoglie le informazioni riguardanti i Tampere Saints nelle competizioni ufficiali della stagione 2016.

## Maschile

### Vaahteraliiga 2016

#### Stagione regolare
| Seinäjoki 21 maggio 2016, ore 16:00 2ª giornata | Seinäjoki Crocodiles                                 | 62 – 0 (21-0 20-0 14-0 7-0) referto | Tampere Saints | Eevia Areena (315 spett.)\| Arbitri: \| Mäkäräinen Immonen A. Anttila J. Mustikkamaa K. Kari \| |
| Arbitri:                                        | Mäkäräinen Immonen A. Anttila J. Mustikkamaa K. Kari |                                     |                |                                                                                                 |

| Tampere 28 maggio 2016, ore 16:00 3ª giornata | Tampere Saints                                         | 13 – 50 (0-17 0-7 6-13 7-13) referto | Turku Trojans | Pyynikin urheilukenttä (670 spett.)\| Arbitri: \| Lamminsalo Hautala J. Mustikkamaa Kalliokoski J. Bruun \| |
| Arbitri:                                      | Lamminsalo Hautala J. Mustikkamaa Kalliokoski J. Bruun |                                      |               | |

| Helsinki 10 giugno 2016, ore 18:30 5ª giornata | Helsinki Roosters                                  | 62 – 18 (13-0 14-0 7-12 28-6) referto | Tampere Saints | Velodromo di Helsinki (273 spett.)\| Arbitri: \| Mäkäräinen A. Anttila Lehtinen Kalliokoski K. Kari \| |
| Arbitri:                                       | Mäkäräinen A. Anttila Lehtinen Kalliokoski K. Kari |                                       |                | |

| Porvoo 21 giugno 2016, ore 18:30 6ª giornata | Porvoon Butchers                                 | 29 – 52 (0-14 0-17 7-14 12-7) referto | Tampere Saints | Porvoon Keskuskenttä (288 spett.)\| Arbitri: \| Tahtinen Hautala Seppelin Kalliokoski Mäkäräinen \| |
| Arbitri:                                     | Tahtinen Hautala Seppelin Kalliokoski Mäkäräinen |                                       |                | |

| Tampere 2 luglio 2016, ore 17:00 7ª giornata | Tampere Saints                                         | 28 – 38 (7-7 7-17 0-7 14-7) referto | Porvoon Butchers | Pyynikin urheilukenttä (455 spett.)\| Arbitri: \| Lamminsalo Hautala Kalliokoski J. Mustikkamaa Lehtinen \| |
| Arbitri:                                     | Lamminsalo Hautala Kalliokoski J. Mustikkamaa Lehtinen |                                     |                  | |

| Tampere 8 luglio 2016, ore 18:30 8ª giornata | Tampere Saints                                         | 29 – 28 (7-21 7-7 9-0 6-0) referto | Vantaan TAFT | Pyynikin urheilukenttä (460 spett.)\| Arbitri: \| Hautala Lehtinen J. Seppinen J. Mustikkamaa Mäkäräinen \| |
| Arbitri:                                     | Hautala Lehtinen J. Seppinen J. Mustikkamaa Mäkäräinen |                                    |              | |

| Tampere 12 luglio 2016, ore 18:00 8ª giornata | Tampere Saints                                        | 49 – 42 (0-14 21-9 7-13 21-6) referto | Wasa Royals | Pyynikin urheilukenttä (652 spett.)\| Arbitri: \| Lamminsalo Kalliokoski K. Kari J. Riihijarvi Lehtinen \| |
| Arbitri:                                      | Lamminsalo Kalliokoski K. Kari J. Riihijarvi Lehtinen |                                       |             | |

| Turku 24 luglio 2016, ore 16:00 10ª giornata | Turku Trojans                                       | 39 – 0 (13-0 16-0 3-0 7-0) referto | Tampere Saints | Yläkenttä (707 spett.)\| Arbitri: \| Lamminsalo A. Anttila Tahtinen O. Tikkanen J. Bruun \| |
| Arbitri:                                     | Lamminsalo A. Anttila Tahtinen O. Tikkanen J. Bruun |                                    |                |                                                                                             |

| Tampere 29 luglio 2016, ore 18:30 11ª giornata | Tampere Saints                                     | 14 – 42 (7-14 0-14 0-7 7-7) referto | Seinäjoki Crocodiles | Pyynikin urheilukenttä (680 spett.)\| Arbitri: \| E. Lamminsalo Hautala Sipi J. Mustikkamaa J. Bruun \| |
| Arbitri:                                       | E. Lamminsalo Hautala Sipi J. Mustikkamaa J. Bruun |                                     |                      | |

| Tampere 6 agosto 2016, ore 16:00 12ª giornata | Tampere Saints                               | 7 – 31 (0-0 7-17 0-7 0-7) referto | Helsinki Roosters | Pyynikin urheilukenttä (430 spett.)\| Arbitri: \| Mäkäräinen Hautala Sipi Kalliokoski J. Bruun \| |
| Arbitri:                                      | Mäkäräinen Hautala Sipi Kalliokoski J. Bruun |                                   |                   |                                                                                                   |

| Vantaa 14 agosto 2016, ore 16:00 13ª giornata | Vantaan TAFT                                          | 22 – 36 (0-14 14-8 8-0 0-14) referto | Tampere Saints | Myyrmäen jalkapallostadion (205 spett.)\| Arbitri: \| Mäkäräinen E. Aaltonen Tahtinen J. Riihijarvi K. Kari \| |
| Arbitri:                                      | Mäkäräinen E. Aaltonen Tahtinen J. Riihijarvi K. Kari |                                      |                | |

| Vaasa 21 agosto 2016, ore 14:00 14ª giornata | Wasa Royals                               | 48 – 14 (13-7 14-0 19-7 2-0) referto | Tampere Saints | Kaarlen kenttä (801 spett.)\| Arbitri: \| Lamminsalo Hautala Seppelin Sipi J. Bruun \| |
| Arbitri:                                     | Lamminsalo Hautala Seppelin Sipi J. Bruun |                                      |                |                                                                                        |

### Statistiche di squadra
| Competizione      | %Vittorie | In casa | In casa | In casa | In casa | In casa | In casa | In trasferta | In trasferta | In trasferta | In trasferta | In trasferta | In trasferta | Totale | Totale | Totale | Totale | Totale | Totale |
| Competizione      | %Vittorie | G       | V       | N       | P       | Pf      | Ps      | G            | V            | N            | P            | Pf           | Ps           | G      | V      | N      | P      | Pf     | Ps     |
| ----------------- | --------- | ------- | ------- | ------- | ------- | ------- | ------- | ------------ | ------------ | ------------ | ------------ | ------------ | ------------ | ------ | ------ | ------ | ------ | ------ | ------ |
| Stagione regolare | .333      | 6       | 2       | 0       | 4       | 140     | 231     | 6            | 2            | 0            | 4            | 120          | 262          | 12     | 4      | 0      | 8      | 260    | 493    |
| Totale            | .333      | 6       | 2       | 0       | 4       | 140     | 231     | 6            | 2            | 0            | 4            | 120          | 262          | 12     | 4      | 0      | 8      | 260    | 493    |

## Femminile

### Naisten I-divisioona 2016

#### Stagione regolare
| Tampere 29 maggio 2016, ore 16:00 1ª giornata | Tampere Saints | 2 – 0 | Kuopio Steelers | Pyynikin urheilukenttä |

| Kuusankoski 5 giugno 2016, ore 14:00 2ª giornata | Kouvola Indians | 68 – 6 (22-0 22-6 8-0 16-0) referto | Tampere Saints | Urheilupuisto (30 spett.)\| Arbitro: \| M. Makarainen \| |
| Arbitro:                                         | M. Makarainen   |                                     |                |                                                          |

| Tampere 12 giugno 2016, ore 16:00 3ª giornata | Tampere Saints | 6 – 16 | West Coast Phoenix | Pyynikin urheilukenttä |

| Tampere 19 giugno 2016, ore 16:00 4ª giornata | Tampere Saints | 6 – 12 | Joensuu Wolves | Pyynikin urheilukenttä |

| Helsinki 2 luglio 2016, ore 15:00 5ª giornata | Helsinki Wolverines | 42 – 19 | Tampere Saints | Brahen kenttä |

| Tampere 9 luglio 2016, ore 16:00 6ª giornata | Tampere Saints | 0 – 30 | Mikkeli Bouncers | Pyynikin urheilukenttä |

| Tampere 23 luglio 2016, ore 16:00 7ª giornata | Tampere Saints | 0 – 46 | Hyvinkää Falcons | Pyynikin urheilukenttä |

| Porvoo 30 luglio 2016, ore 14:00 8ª giornata | Porvoon Butchers | 41 – 14 | Tampere Saints | Porvoon Pallokenttä |

### Statistiche di squadra
| Competizione      | %Vittorie | In casa | In casa | In casa | In casa | In casa | In casa | In trasferta | In trasferta | In trasferta | In trasferta | In trasferta | In trasferta | Totale | Totale | Totale | Totale | Totale | Totale |
| Competizione      | %Vittorie | G       | V       | N       | P       | Pf      | Ps      | G            | V            | N            | P            | Pf           | Ps           | G      | V      | N      | P      | Pf     | Ps     |
| ----------------- | --------- | ------- | ------- | ------- | ------- | ------- | ------- | ------------ | ------------ | ------------ | ------------ | ------------ | ------------ | ------ | ------ | ------ | ------ | ------ | ------ |
| Stagione regolare | .125      | 5       | 1       | 0       | 4       | 14      | 104     | 3            | 0            | 0            | 3            | 39           | 151          | 8      | 1      | 0      | 7      | 53     | 255    |
| Totale            | .125      | 5       | 1       | 0       | 4       | 14      | 104     | 3            | 0            | 0            | 3            | 39           | 151          | 8      | 1      | 0      | 7      | 53     | 255    |